# 2018年亞洲運動會自由車比賽
2018年亞洲運動會自由車比賽是第十八屆亞洲運動會的其中一項競賽項目，共產生24面金牌；賽事於2018年8月20日至8月31日期間在布洛瑪斯國際小輪車中心、梳邦、雅加達國際自行車館舉行。

## 獎牌榜

### 國家和地區獎牌榜
*   主办国家/地区（印度尼西亚）
| 排名                      | 国家 / 地区               | 金牌 | 銀牌 | 銅牌 | 总计 |
| ------------------------- | ------------------------- | ---- | ---- | ---- | ---- |
| 1                         | 中国（CHN）               | 6    | 5    | 2    | 13   |
| 2                         | 韩国（KOR）               | 6    | 3    | 4    | 13   |
| 3                         | 日本（JPN）               | 3    | 5    | 6    | 14   |
| 4                         | 中国香港（HKG）           | 3    | 4    | 1    | 8    |
| 5                         | 印度尼西亚（INA）*        | 2    | 1    | 2    | 5    |
| 6                         | （KAZ）                   | 2    | 0    | 3    | 5    |
| 7                         | 泰国（THA）               | 1    | 2    | 3    | 6    |
| 8                         | 马来西亚（MAS）           | 1    | 1    | 1    | 3    |
| 9                         | 中华台北（TPE）           | 0    | 2    | 1    | 3    |
| 10                        | （UZB）                   | 0    | 1    | 0    | 1    |
| 11                        | 菲律宾（PHI）             | 0    | 0    | 1    | 1    |
| 总计（共11个国家 / 地区） | 总计（共11个国家 / 地区） | 24   | 24   | 24   | 72   |

### 項目獎牌榜

#### 小輪車
| 項目 | 金牌                   | 银牌                                      | 铜牌                             |
| 男子 | 長迫吉拓 · 日本（JPN） | I Gusti Bagus Saputra · 印度尼西亚（INA） | Daniel Caluag · 菲律宾（PHI）    |
| 女子 | 张娅儒 · 中国（CHN）   | Chutikan Kitwanitsathian · 泰国（THA）    | Wiji Lestari · 印度尼西亚（INA） |

#### 山地自由車
| 項目       | 金牌                                      | 银牌                              | 铜牌                                    |
| 男子越野賽 | 馬皓 · 中国（CHN）                        | 呂先景 · 中国（CHN）              | Kirill Kazantsev · （KAZ）              |
| 男子下坡賽 | Khoiful Mukhib · 印度尼西亚（INA）        | 江勝山 · 中华台北（TPE）          | Suebsakun Sukchanya · 泰国（THA）       |
| 女子越野賽 | 姚變娃 · 中国（CHN）                      | 李洪鳳 · 中国（CHN）              | Natalie Panyawan · 泰国（THA）          |
| 女子下坡賽 | Tiara Andini Prastika · 印度尼西亚（INA） | Vipavee Deekaballes · 泰国（THA） | Nining Porwaningsih · 印度尼西亚（INA） |

#### 公路賽
| 項目                  | 金牌                      | 银牌                           | 铜牌                           |
| 男子150公里個人公路賽 | 阿列克谢·卢岑科 · （KAZ） | 別府史之 · 日本（JPN）         | Navuti Liphongyu · 泰国（THA） |
| 男子40公里個人計時賽  | 阿列克谢·卢岑科 · （KAZ） | Muradjan Khalmuratov · （UZB） | 別府史之 · 日本（JPN）         |
| 女子100公里個人公路賽 | 羅雅凜 · 韩国（KOR）      | 普譯嫻 · 中国（CHN）           | 與那嶺惠理 · 日本（JPN）       |
| 女子20公里個人計時賽  | 羅雅凜 · 韩国（KOR）      | 與那嶺惠理 · 日本（JPN）       | 梁穎儀 · 中国香港（HKG）       |

#### 場地自由車

##### 男子項目
| 項目       | 金牌                                   | 银牌                                                                               | 铜牌                                                        |
| 個人爭先賽 | 阿茲祖哈斯尼阿旺 · 马来西亚（MAS）     | 深谷知廣 · 日本（JPN）                                                             | 林采斌 · 韩国（KOR）                                        |
| 團體爭先賽 | 中国 · 李建鑫 · 徐超 · 周瑜            | 马来西亚 · 阿茲祖哈斯尼阿旺 · 莫哈末·沙費道斯·沙隆 · 穆罕默德·法迪勒·穆赫德·佐尼斯 | 日本 · 雨谷一樹 · 新田祐大 · 深谷知廣                       |
| 個人追逐賽 | 朴相训 · 韩国（KOR）                   | 近谷涼 · 日本（JPN）                                                               | 阿尔乔姆·扎哈罗夫 · （KAZ）                                 |
| 團體追逐賽 | 中国 · 郭亮 · 秦晨路 · 薛超华 · 沈平安 | 中国香港 · 梁嘉儒 · 梁峻榮 · 張敬樂 · 繆正賢 · 高肇蔚                              | 日本 · 近谷涼 · 橋本英也 · 一丸尚伍 · 今村駿介 · 澤田桂太郎 |
| 競輪賽     | Jai Angsuthasawit · 泰国（THA）        | 新田祐大 · 日本（JPN）                                                             | 阿茲祖哈斯尼阿旺 · 马来西亚（MAS）                          |
| 麥迪遜賽   | 中国香港 · 張敬樂 · 梁峻榮             | 韩国 · Kim Ok-cheol · 朴相训                                                       | 日本 · 橋本英也 · 今村駿介                                  |
| 全能賽     | 橋本英也 · 日本（JPN）                 | 梁峻榮 · 中国香港（HKG）                                                           | 阿尔乔姆·扎哈罗夫 · （KAZ）                                 |

##### 女子項目
| 項目       | 金牌                                          | 银牌                                                     | 铜牌                                                        |
| 個人爭先賽 | 李慧詩 · 中国香港（HKG）                      | 李惠珍 · 韩国（KOR）                                     | Cho Sun-young · 韩国（KOR）                                 |
| 團體爭先賽 | 中国 · 林俊红 · 钟天使                        | 中国香港 · 李燕燕 · 馬詠茹 · 李慧詩                      | 韩国 · 金元境 · 李惠珍 · Cho Sun-young                      |
| 個人追逐賽 | 李珠美 · 韩国（KOR）                          | 王红 · 中国（CHN）                                       | 黃亭茵 · 中华台北（TPE）                                    |
| 團體追逐賽 | 韩国 · 金裕离 · Kim Hyun-ji · 羅雅凜 · 李珠美 | 中国 · 陈巧林 · 王笑飞 · 王红 · 刘佳丽 · 马梦露 · 金晨虹 | 日本 · 橋本優彌 · 吉川美穗 · 梶原悠未 · 中村妃智 · 鈴木奈央 |
| 競輪賽     | 李慧詩 · 中国香港（HKG）                      | 李惠珍 · 韩国（KOR）                                     | 钟天使 · 中国（CHN）                                        |
| 麥迪遜賽   | 韩国 · 金裕离 · 羅雅凜                        | 中国香港 · 逄瑤 · 楊倩玉                                 | 中国 · 刘佳丽 · 王笑飞                                      |
| 全能賽     | 梶原悠未 · 日本（JPN）                        | 黃亭茵 · 中华台北（TPE）                                 | 金裕离 · 韩国（KOR）                                        |

## 外部連結
- Cycling BMX
- Cycling Mountain Bike
- Cycling Road
- Cycling Track